# Villány
Villány (hongrois : Villány [ˈvillaːɲ] ; allemand : Willand ou Wieland ; croate : Vilanj ; serbe : Вилањ) est une localité hongroise, ayant le rang de ville dans le comitat de Baranya.

## Relations internationales

### Jumelages
La ville est jumelée avec Eislingen/Fils (Allemagne) depuis 1988.